# Pumas (Sudafrica)
I Pumas sono un club sudafricano di rugby a 15 che partecipa annualmente alla Currie Cup. I Pumas rappresentano la provincia di Mpumalanga e disputano le gare interne al Mbombela Stadium di Nelspruit, città sede del club; in passato la squadra disputava gli incontri casalinghi al Puma Stadium di Witbank.

## Storia
Fondata nel 1969 come South Eastern Transvaal, i Pumas rappresentano la squadra più giovane militante nel campionato nazionale sudafricano (Currie Cup); esso è stato da loro vinto una sola volta, nel 2022.
Oltre a ciò, il club vanta al suo attivo la vittoria di una Vodacom Cup nel 2015 (superando in finale Western Province per 24-7), tre Currie Cup First Division (il campionato nazionale di seconda divisione) nel 2005, 2009 e 2013 ed un Rugby Challenge nel 2018.

## Currie Cup
| Anno | Vincitori           | Risultato | Finalista | Sede                             |
| ---- | ------------------- | --------- | --------- | -------------------------------- |
| 2022 | Pumas               | 26-19     | Griquas   | Griqua Park, Kimberley           |
| 2023 | Free State Cheetahs | 25-17     | Pumas     | Free State Stadium, Bloemfontein |

## Vodacom Cup
| Anno | Vincitori    | Risultato | Finalista        | Sede                             |
| ---- | ------------ | --------- | ---------------- | -------------------------------- |
| 2013 | Golden Lions | 28-42     | Pumas            | Mbombela Stadium, Nelspruit      |
| 2015 | Pumas        | 24-7      | Western Province | Newlands Stadium, Città del Capo |